# Hopkins (Carolina del Sur)
Hopkins es una entidad del Condado de Richland en el estado estadounidense de Carolina del Sur. Forma parte de Columbia.

## Lugares de interés
Hopkins se encuentra a seis millas (estos es, 10 km) al noroeste de Congaree, el único parque nacional de Carolina del Sur, que se encuentra en Bluff Road, al oeste de Gadsden. El parque nacional Congaree conserva la mayor extensión de bosque maduro de madera tierras bajas de los Estados Unidos, y contiene uno de los bosques más altos de hojas caducas del mundo. Tiene 27.000 acres (110 km2) de tierra y agua. El parque fue designado Biosfera Internacional, Área de Importancia Mundial para las Aves y Monumento Natural Nacional. En él se puede caminar, hacer senderismo, acampar, montar en canoa, pescar, observar aves y estudiar la naturaleza.
La ciudad también alberga un templo de la Iglesia de Jesucristo de los Santos de los Últimos Días.